# Юкла (национальный парк)
Национальный парк Юкла (англ. Eucla National Park) — национальный парк в штате Западная Австралия, расположенный в 1238 км к востоку от столицы штата Перта. Площадь парка составляет 35,6 км².

## История и описание
Южный край парка граничит с участком Большого Австралийского залива. Другие примечательные особенности парка включают песчаные холмы Уилсон-Блафф и Делиссер.
Район состоит из кустарников и эвкалиптовых зарослей, типичных для южного побережья. Полевые цветы, такие как Templetonia retusa, с его характерными красными, розовыми или жёлтыми цветками, распространены по всему парку. Известно, что в парке обитает редкий вид крестовника, который произрастает в районе известняковых утёсов.
Доступ к этому району осуществляется по шоссе Эйр, которое находится на северной границе парка. В парке нет удобств для посетителей и покрытых дорог, только трассы для полноприводных автомобилей.
В парке запрещено размещение кемпингов; Ближайшие кемпинги находятся в городе Юкле и соседней деревне.
Исторические руины, такие как телеграфная станция Юкла и исторический городок Юкла, можно найти в западной части парка. Оба частично погребены под песчаными дюнами.